# Оэноки, Кацуми
Кацуми Оэноки (яп. 大榎 克己 О:эноки Кацуми, род. 3 апреля 1965, Симидзу) — японский футболист.

## Карьера
На протяжении своей футбольной карьеры выступал за клубы «Yamaha Motors», «Симидзу С-Палс».

## Национальная сборная
С 1989 по 1990 год сыграл за национальную сборную Японии 5 матчей. Также участвовал в Кубке Азии по футболу 1988 года.

## Статистика за сборную
| Сборная Японии | Сборная Японии | Сборная Японии |
| Год            | Матчи          | Голы           |
| -------------- | -------------- | -------------- |
| 1989           | 4              | 0              |
| 1990           | 1              | 0              |
| Итого          | 5              | 0              |

## Достижения
- Кубок Императора: 2001
- Кубок Джей-лиги: 1996